# Timonius klossii
Timonius klossii är en måreväxtart som beskrevs av Herbert Fuller Wernham. Timonius klossii ingår i släktet Timonius och familjen måreväxter. Inga underarter finns listade i Catalogue of Life.